# Guerra libico-ciadiana
La guerra libico-ciadiana venne combattuta a fasi alterne tra il 1978 e il 1987, principalmente nelle regioni settentrionali e centrali dello Stato africano del Ciad. Il conflitto si originò dall'intervento della Libia del dittatore Muʿammar Gheddafi nei convulsi eventi della prima guerra civile ciadiana in corso dal 1965, che vedeva opposte le genti del nord del Ciad, principalmente arabizzate e di religione musulmana, a quelle del sud, africane e cristiane/animiste; la mossa libica era motivata principalmente dal desiderio di annettersi il territorio della striscia di Aouzou nel nord del Ciad, ritenuto ricco di giacimenti di uranio, e di esercitare un'influenza nelle questioni interne ciadiane al fine di trasformare il paese in uno Stato satellite della Libia.
I libici appoggiarono l'organizzazione ribelle ciadiana del FROLINAT, composta dalla sommatoria di più gruppi distinti, e poi il cosiddetto "Gouvernement d'Union Nationale de Transition" o GUNT, insediatosi alla guida del Ciad dopo la conclusione della guerra civile nel 1979: i libici fornirono armamenti moderni ai ribelli come pure supporto di fuoco con artiglieria, carri armati e aerei da combattimento. Varie nazioni africane come Egitto, Sudan e Zaire, nonché gli Stati Uniti d'America e soprattutto l'ex potenza coloniale della Francia, appoggiarono invece il governo centrale ciadiano del presidente François Tombalbaye e poi la fazione anti-libica del signore della guerra Hissène Habré (Forces Armées du Nord o FAN, divenute Forces Armées Nationales Tchadiennes o FANT nel 1983 dopo la fusione con altri gruppi di ribelli): la Francia in particolare inviò a più riprese contingenti di truppe nel Ciad per sostenere i suoi protetti.
Il conflitto conobbe una svolta a partire dal 1986, quando il GUNT si dissolse a causa di contrasti interni tra le sue varie componenti permettendo ad Habré di riunire i vari gruppi ciadiani per fare fronte comune contro i libici; una serie di rapide offensive delle FANT nel corso del 1987 provocarono il rapido crollo delle posizioni libiche nel nord del Ciad, obbligando Gheddafi a siglare un accordo di cessate il fuoco l'11 settembre 1987. I rapporti tra Libia e Ciad andarono poi progressivamente migliorando: le due nazioni decisero di sottoporre il caso della striscia di Aouzou alla Corte internazionale di giustizia, la quale il 3 febbraio 1994 decise di attribuire il territorio al Ciad.

## Antefatti

### L'occupazione della striscia di Aouzou
Il coinvolgimento della Libia nelle questioni del suo vicino meridionale ebbe inizio nel 1968, durante gli eventi della prima guerra civile del Ciad: il Front de Libération Nationale du Tchad ("Fronte di Liberazione Nazionale del Ciad", meglio noto come FROLINAT), di ispirazione socialista e rappresentativo delle genti musulmane del Ciad, aveva esteso la sua guerriglia contro il governo centrale del presidente cristiano François Tombalbaye alla Prefettura di Borkou-Ennedi-Tibesti, comprendente tutta la parte settentrionale del paese in pieno deserto del Sahara, al confine meridionale con l'allora Regno Unito di Libia; a causa dei contatti di lunga durata tra le popolazioni insediate sulla linea di frontiera, il re Idris I di Libia si sentì obbligato a fornire un certo supporto al FROLINAT, ma poiché il suo governo non voleva guastare le sue relazioni con l'ex potenza coloniale e attuale "protettore" del Ciad, la Francia, questo aiuto si concretizzò solo con la concessione ai ribelli di campi e rifugi sul suolo libico e alcuni rifornimenti di equipaggiamenti non letali.

La posizione della striscia di Aouzou all'interno del Ciad

Questa situazione cambiò dopo il colpo di Stato che il 1º settembre 1969 depose Idris e portò al potere a Tripoli Muʿammar Gheddafi: il nuovo governo repubblicano decise di portare avanti una vecchia disputa di frontiera tra Libia e Ciad rivendicando il possesso del territorio della cosiddetta "striscia di Aouzou" nel nord del Ciad, in forza del mai ratificato accordo franco-italiano del 7 gennaio 1935 che attribuiva la zona alla Libia (all'epoca una colonia dell'Italia); rivendicazioni simili erano state avanzate dallo stesso re Idris nel 1954, ma i soldati libici inviati nella striscia per sostenerle erano stati allontanati dalle truppe francesi schierate nel Ciad.
Inizialmente diffidente nei confronti del FROLINAT, nel corso del 1970 Gheddafi iniziò a considerare l'organizzazione come utile ai suoi fini: con il supporto delle nazioni del blocco orientale, e in particolare della Germania Est, i libici iniziarono quindi ad addestrare i ribelli ciadiani e a rifornirli di armi e finanziamenti. Il 27 agosto 1971 il Ciad avanzò accuse circa l'appoggio dato da Egitto e Libia a un fallito colpo di Stato contro il presidente Tombalbaye da parte di ex ribelli recentemente amnistiati: il governo ciadiano ruppe le relazioni diplomatiche con le due nazioni e invitò i gruppi dissidenti libici a fare base in Ciad, avanzando anche rivendicazioni territoriali sulla regione libica del Fezzan in forza di non meglio precisati "diritti storici". In risposta, il 17 settembre Gheddafi riconobbe il FROLINAT come unico governo legittimo del Ciad, e in ottobre il ministro degli esteri ciadiano Baba Hassan denunciò alle Nazioni Unite le "idee espansionistiche" della Libia.
Dopo pressioni da parte della Francia sulla Libia e la mediazione del presidente del Niger Hamani Diori, Libia e Ciad ristabilirono relazioni diplomatiche il 17 aprile 1972; pochi giorni dopo, il Ciad ruppe le relazioni con Israele e il presidente Tombalbaye stipulò un trattato segreto con Gheddafi per la cessione alla Libia della striscia di Aouzou in cambio di un pagamento di 40 milioni di sterline. Le due nazioni siglarono un trattato di amicizia nel dicembre del 1972: Gheddafi interruppe il suo sostegno ufficiale al FROLINAT e obbligò il suo leader Abba Siddick a lasciare il suo quartier generale di Tripoli per trasferirsi ad Algeri. Le buone relazioni furono confermate negli anni seguenti, con una visita di Gheddafi nella capitale ciadiana di N'Djamena nel marzo del 1974 e la creazione nello stesso periodo di una banca congiunta per fornire al Ciad fondi di investimento.
Sei mesi dopo la stipula del trattato del 1972, truppe libiche entrarono nella striscia e stabilirono una base aerea militare poco a nord di Aouzou, protetta da batterie di missili terra-aria; il territorio fu sottoposto a un'amministrazione civile connessa alla Municipalità di Cufra, e la cittadinanza libica fu estesa alle poche migliaia di abitanti locali. Gli esatti termini in base ai quali la Libia ottenne la striscia di Aouzou rimasero però in parte oscuri, e sono dibattuti: l'esistenza di un trattato segreto tra Tombalbaye e Gheddafi fu resa nota solo nel 1988, quando il presidente libico esibì una copia di una presunta lettera di Tombalbaye in cui questi riconosceva le pretese della Libia sulla striscia; studiosi come Bernard Lanne sostengono però che non ci fu mai un vero e proprio accordo formale, e che Tombalbaye adottò questo espediente per non dover ammettere l'occupazione di parte della sua nazione da parte di una potenza straniera. La Libia non fu poi in grado di produrre una copia originale del tratto del 1972 quando la questione della striscia di Aouzou fu discussa davanti alla Corte internazionale di giustizia nel 1993.

### L'espansione della ribellione
Il riavvicinamento tra Libia e Ciad non fu di lunga durata. Il 13 aprile 1975 un colpo di Stato a N'Djamena portò all'uccisione di Tombalbaye e alla sua sostituzione con il generale Félix Malloum; il golpe era stato in parte motivato con l'opposizione alla politica di accondiscendenza di Tombalbaye verso la Libia, e fu quindi considerato da Gheddafi come una minaccia alla sua influenza sul paese: i libici ripresero a sostenere il FROLINAT, e nell'aprile del 1976 vi fu un fallito tentativo di assassinare Malloum. Al contempo reparti libici presero ad accompagnare le scorribande del FROLINAT, penetrando nelle regioni centrali del Ciad.
Il rinnovato attivismo libico generò contrasti all'interno dello stesso FROLINAT, che andò incontro a una scissione interna: l'ala maggioritaria sotto Goukouni Oueddei si dichiarò favorevole all'alleanza con i libici e diede vita alle Forces Armées Populaires o FAP; una minoranza sotto Hissène Habré si dimostrò invece ostile al regime di Gheddafi, e diede quindi vita alle Forces Armées du Nord o FAN. Se negli anni precedenti il supporto della Libia ai gruppi ribelli ciadiani era stato più morale che materiale, a partire dal febbraio del 1977 i libici rifornirono le forze di Oueddei di armamenti moderni come fucili d'assalto AK-47, lanciarazzi RPG-7, mortai e cannoni senza rinculo; così bene armate, nel giugno seguente le FAP attaccarono le roccaforti delle forze armate governative (Forces Armées Tchadiennes o FAT) nella regione del Tibesti e del Borku a nord: la città di Bardaï, assediata a partire dal 22 giugno, cadde in mano ai ribelli il 4 luglio seguente, mentre la vicina Zouar fu evacuata dai governativi. Le FAT persero 300 uomini oltre a vasti quantitativi di materiale militare, ma sostenute da consiglieri militari francesi riuscirono a respingere l'attacco ribelle contro la cittadina di Ounianga Kébir nel nord-est.
Divenuto ormai evidente che la striscia di Aouzou era utilizzata dai libici come base per una più profonda penetrazione in Ciad, Malloum decise di portare la questione dell'occupazione della striscia davanti alle Nazioni Unite e all'Organizzazione dell'unità africana; inoltre, nel settembre del 1977 Malloum e Habré avviarono negoziati segreti a Khartum che portarono il 22 gennaio 1978 alla stipula di una nuova costituzione ciadiana: il 29 agosto seguente venne proclamato un governo di unità nazionale con Habré come primo ministro. L'accordo tra Malloum e Habré fu attivamente sostenuto da Sudan e Arabia Saudita, nazioni che temevano un Ciad radicale assoggettato all'influenza libica e vedevano in Habré, considerato un buon musulmano e con forti credenziali anti-colonialiste, la sola possibilità di contrastare i piani di Gheddafi.

## La guerra

### L'intervento libico
L'accordo Malloum-Habré fu visto da Gheddafi come una seria minaccia alla sua influenza sul Ciad, spingendo il dittatore a incrementare il coinvolgimento libico. Per la prima volta con l'attiva partecipazione di unità libiche di terra, le FAP di Goukouni diedero avvio a una massiccia offensiva il 29 gennaio 1978 contro le residue roccaforti governative nel Ciad settentrionale: Faya Largeau, Fada e Ounianga Kebir. Gli attacchi ebbero successo, e l'alleanza di FAP e libici assunse uno stabile controllo dell'intera parte settentrionale del Ciad. Lo scontro decisivo tra libici e FAP da un lato e regolari governativi ciadiani dall'altro si ebbe a Faya Largeau, centro amministrativo della Regione di Borkou-Ennedi-Tibesti: difesa da 5 000 soldati delle FAT, la città cadde il 18 febbraio 1978 dopo l'attacco di circa 2 500 ribelli supportati da più di 4 000 regolari libici, che, secondo uno schema poi divenuto abituale, pur non venendo coinvolti direttamente negli scontri sostennero l'attacco delle FAP con mezzi corazzati, artiglieria e appoggio aereo. I ribelli erano ormai molto meglio armati dei regolari ciadiani, potendo mettere in campo anche lanciatori per missili terra-aria Strela 2.
Gli uomini di Goukouni presero circa 2 500 prigionieri tra il 1977 e il 1978, e come risultato le forze armate ciadiane si videro private di almeno il 20% della loro forza combattente; il leader del FAP seppe ben sfruttare queste vittorie sul piano politico e in marzo, durante un convegno dei principali esponenti del FROLINAT riunito a Faya sotto l'egida dei libici, le varie anime del movimento decisero di unirsi sotto la guida di Goukouni, nominato nuovo segretario generale dell'organizzazione. Davanti all'avanzata congiunta delle forze di Gheddafi e Goukouni, Malloum interruppe le relazioni diplomatiche con la Libia e portò davanti al Consiglio di Sicurezza delle Nazioni Unite le prove del coinvolgimento libico negli scontri, il 19 febbraio tuttavia, dopo la caduta di Faya, Malloum fu forzato ad accettare un cessate il fuoco e a ritirare le sue proteste: Gheddafi fermò l'avanzata del FAP su pressioni della Francia, all'epoca ancora un'importante fonte di approvvigionamenti militari della Libia.
Malloum e Gheddafi ristabilirono relazioni diplomatiche tra le loro nazioni il 24 febbraio, durante una conferenza di pace riunita a Sebha in Libia con la mediazione del presidente del Niger Seyni Kountché e del vice presidente del Sudan Abu al-Gasim Mohamed Ibrahim. Sotto forti pressioni da parte di Francia, Sudan e Zaire, Malloum fu spinto a firmare il 27 marzo un nuovo accordo a Bengasi con il FROLINAT, stabilendo un nuovo cessate il fuoco e riconoscendo l'organizzazione come interlocutore; l'accordo stabilì inoltre la costituzione di un comitato militare congiunto Libia-Niger incaricato di vigilare sul rispetto della tregua, cosa che di fatto spingeva il Ciad a legittimare la presenza delle truppe libiche entro i propri confini. Questi accordi erano per Gheddafi nulla di più di una strategia per rafforzare il suo protetto Goukouni; inoltre, danneggiarono notevolmente la reputazione di Malloum agli occhi dei ciadiani del sud, che videro in queste concessioni una prova della sua scarsa leadership
Il 15 aprile 1978, appena pochi giorni dopo la firma del cessate il fuoco, le forze di Goukouni lasciarono Faya in mano a una guarnigione libica di 800 uomini e, sostenute da unità aeree e corazzate dei loro alleati, attaccarono e conquistarono una piccola guarnigione del FAT, puntando poi sulla capitale N'Djamena. Già dopo le prime offensive del FAP nel 1977 Malloum aveva richiesto al governo di Parigi l'invio di una forza militare francese in Ciad, ma il presidente Valéry Giscard d'Estaing si dimostrò inizialmente riluttante a farsi coinvolgere direttamente nella crisi ciadiana prima delle elezioni legislative del marzo 1978, oltre a temere di mettere in pericolo le proficue relazioni commerciali e diplomatiche con la Libia; davanti al rapido deteriorarsi della situazione del paese, tuttavia, il 20 febbraio 1978 Giscard d'Estaing ordinò l'avvio di un'azione militare (operazione Tacaud) che entro aprile portò 2 500 soldati francesi a schierarsi in Ciad a protezione della capitale da attacchi dei ribelli
Lo scontro decisivo si verificò a Ati, una cittadina a 430 chilometri a nord-est di N'Djamena: la guarnigione di 1 500 regolari ciadiani fu attaccata il 19 maggio dalle forze del FROLINAT, equipaggiate di artiglieria e armi moderne; la guarnigione resistette abbastanza a lungo da permettere il soccorso della città da parte di una colonna ciadiana supportata da mezzi corazzati e, cosa più importante, da unità della Legione straniera francese e del 3e Régiment d'Infanterie de Marine. Dopo una battaglia di due giorni il FROLINAT fu pesantemente battuto, una sconfitta riconfermata da un successivo scontro a Djedaa in giugno: i ribelli persero 2 000 uomini e lasciarono sul terreno parecchio equipaggiamento militare moderno. Il successo ciadiano fu garantito dall'assoluto controllo del cielo ottenuto dagli aerei francesi, visto che i piloti libici si rifiutarono di ingaggiarli in combattimento.

### I libici in difficoltà
Solo pochi mesi dopo il fallimento dell'offensiva per prendere la capitale, sorsero profondi dissidi all'interno del FROLINAT che distrussero ogni parvenza di unità e minarono pesantemente l'influenza libica sul Ciad. La notte del 27 agosto 1978 Ahmat Acyl, leader della fazione islamista del FROLINAT nota come "Armée Volcan", attaccò Faya-Largeau con il supporto di forze libiche in quello che fu un apparente tentativo di Gheddafi di rimuovere Goukouni dalla guida del movimento; l'azione andò incontro a un fallimento, e per tutta risposta Goukouni cacciò i consiglieri militari libici presenti in Ciad e avviò contatti per cercare una soluzione pacifica con la Francia.
Le conseguenze dello scontro tra Gheddafi e Goukouni furono sia politiche che etniche. Il FROLINAT andò incontro a una divisione tra i suoi elementi arabi come Acyl e quelli Tebu come Goukouni e Habré, una divisione che rifletteva anche il diverso atteggiamento verso Gheddafi e il suo Libro verde: Goukouni era stato sempre riluttante ad aderire all'ideologia del Libro verde, posponendo la questione a dopo la completa riunificazione delle varie anime dell'opposizione ciadiana; quando poi il FROLINAT riuscì a riunire i vari gruppi di oppositori, il dissenso verso il Libro verde e l'adesione al pensiero di Gheddafi divenne palese, con molti alti esponenti del movimento che proclamarono la loro lealtà solo alla piattaforma originaria dell'organizzazione elaborata da Ibrahim Abatcha nel 1966, mentre altri come Acyl spingevano per una piena adesione alle idee del dittatore libico.
A N'Djamena la simultanea presenza di due distinti gruppi armati, le forze governative del FAT fedeli al presidente Malloum e gli ex ribelli del FAN guidati dal primo ministro Habré, gettò le basi per nuovi scontri e per il collasso delle istituzioni statali. Alcuni incidenti minori il 12 febbraio 1979 si intensificarono fino a trasformarsi in scontri aperti tra le forze di Malloum e quelle di Habré, conflitto ulteriormente incrementato a partire dal 19 febbraio quando uomini di Goukouni entrarono nella capitale per portare aiuto ai loro ex colleghi del FAN; al 16 marzo, quando una prima conferenza internazionale per la pace prese vita, il numero delle vittime era stimato tra le 2 000 e le 5 000, con altre 60 000-70 000 persone costrette a lasciare la città. Il gravemente indebolito esercito regolare ciadiano fu costretto a lasciare la capitale in mano ai ribelli e a ritirarsi più a sud per riorganizzarsi sotto la guida del generale Wadel Abdelkader Kamougué, già comandante della gendarmeria nazionale; nel corso degli scontri nella capitale la guarnigione francese rimase sostanzialmente passiva e neutrale, anche se fornì un certo aiuto indiretto ad Habré quando impose alle unità dell'aeronautica ciadiana di cessare i loro attacchi sul centro abitato.
Una conferenza di pace internazionale sul Ciad fu indetta a Kano, in Nigeria, alla presenza dei rappresentanti di tutti gli Stati che confinavano con il paese oltre ai vari Malloum, Habré e Goukouni; la conferenza portò agli accordi di Kano del 16 marzo 1979, siglati da tutti i presenti: Malloum rassegnò le dimissioni dalla carica di presidente e fu sostituito da un "consiglio di stato" presieduto da Goukouni. Gli accordi furono il risultato delle pressioni di Francia e Nigeria perché Goukouni e Habré potessero dividersi il potere, con i francesi in particolare intenti a troncare i residui rapporti tra Goukouni e Gheddafi. Poche settimane dopo, le tre fazioni formarono un Gouvernement d'Union Nationale de Transition ("Governo d'Unione Nazionale di Transizione" o GUNT), tenuto insieme in particolare dal comune desiderio di vedere la cessazione dell'ingerenza libica in Ciad.
Benché firmataria degli accordi di Kano, la Libia rimase contrariata dall'assenza di esponenti dell'Armée Volcan all'interno del GUNT e dal mancato riconoscimento delle sue pretese sulla striscia di Aouzou. Dal 13 aprile 1979 truppe libiche condussero una serie di operazioni su piccola scala nel nord del Ciad, e supporto libico fu garantito ai movimenti secessionisti attivi nel sud; una più vasta azione si ebbe dopo il 25 giugno, quando un ultimatum espresso dai confinati del Ciad perché venisse formato un nuovo e più inclusivo governo a N'Djamena scadde senza risultato: il giorno successivo 2 500 soldati libici invasero il Ciad occupando Faya-Largeau. Il governo ciadiano si appellò alla Francia e gli invasori, erroneamente scambiati per miliziani di Goukouni, furono convinti a ritirarsi dopo alcuni voli di ricognizione dell'aeronautica francese; quello stesso mese, le fazioni ciadiane escluse dal GUNT fondarono un proprio contro-governo, il "Fronte di azione comune provvisoria" o FACP, nelle regioni del nord con l'assistenza militare dei libici.
Gli scontri con i libici, l'imposizione di un boicottaggio economico da parte della Nigeria e altre pressioni internazionali portarono a una nuova conferenza di pace a Lagos in agosto, a cui parteciparono tutte e undici le diverse fazioni che si contendevano il potere in Ciad; l'accordo firmato il 21 agosto portò alla formazione di un nuovo GUNT aperto a tutte le fazioni ciadiane, al ritiro delle truppe francesi dalla regione e al loro rimpiazzo con una forza di pace multinazionale fornita dagli stati dell'Organizzazione dell'unità africana. Il nuovo GUNT entrò in carica in novembre, con Goukouni come presidente, Kamougé vice-presidente, Habré ministro della difesa e Acyl ministro degli esteri; a dispetto della presenza di Habré, tuttavia, il nuovo esecutivo aveva una forte componente pro-libica, al fine di ottenere il beneplacito di Gheddafi.

### Il nuovo intervento libico
Fin dall'inizio Habré si isolò dagli altri componenti del GUNT, che lui trattava con disprezzo: la sua ostilità verso l'influenza libica sul Ciad unita alla sua ambizione personale spinsero ben presto molti osservatori a concludere che il signore della guerra non si sarebbe accontentato di null'altro che delle massime funzioni di governo del paese; divenne ben presto chiaro che prima o poi avrebbe preso vita un confronto armato tra Habré e le fazioni pro-Libia oltre che, più importante ancora, tra Habré e Goukouni.
Le scaramucce tra le FAN di Habré e i gruppi pro-Libia nelle strade della capitale divennero progressivamente sempre più serie. Come nel 1979, il 22 marzo 1980 un incidente minore si trasformò nell'inizio di una seconda grande battaglia di N'Djamena: in dieci giorni gli scontri tra FAN di Habré e FAP di Goukouni, che potevano mettere in campo ciascuna tra i 1 000 e i 1 500 uomini armati, causarono migliaia di vittime e l'esodo di almeno metà della popolazione della città; le rimanenti unità francesi, che conclusero il loro ritiro il 4 maggio, si proclamarono neutrali e non intervennero negli scontri, come pure le truppe zairesi della forza di pace della OUA. Con il FAN sostenuto militarmente ed economicamente dagli aiuti di Sudan ed Egitto, Goukouni ricevette sostegno dalle FAT di Kamougué e dai miliziani di Acyl poco dopo l'inizio degli scontri, oltre a poter contare su un sostegno di artiglieria fornito dai libici; il 6 giugno le FAN conquistarono Faya-Largeau, e questo spinse Goukouni a siglare il 15 giugno un trattato di amicizia e mutua difesa con la Libia che di fatto legittimava la presenza militare di quest'ultima nel paese.

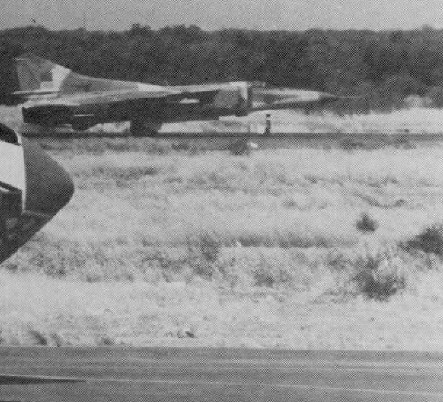
Un caccia libico Mikoyan-Gurevich MiG-23 in decollo dalla base di Faya Largeau

All'inizio di ottobre, truppe libiche, guidate da Khalifa Haftar e Ahmed Oun, aerotrasportate nella striscia di Aouzou cooperarono con le forze di Goukouni per rioccupare Faya-Largeau; la città fu utilizzata come centro di assembramento per una concentrazione di carri armati, artiglieria e veicoli corazzati che poi mossero verso sud alla volta di N'Djamena. Un attacco iniziato il 6 dicembre, con alla testa una formazione di carri armati T-54/55 e secondo alcuni rapporti coordinato da consiglieri militari sovietici e tedesco-orientali, portò alla caduta della capitale il 16 dicembre seguente; le forze libiche, stimate tra 7 000 e 9 000 tra regolari e paramilitari della al-Faylaq ul-'Islāmiyyu ("Legione islamica pan-africana", milizia internazionale a guida libica) appoggiati da 60 carri armati e altri veicoli blindati, erano state trasferite dal confine meridionale della Libia attraverso 1 100 chilometri di deserto, in parte per via aerea e in parte via terra: considerando che le principali basi libiche sulla costa del mar Mediterraneo a loro volta si trovavano a circa 1 000-1 500 chilometri dal confine libico-ciadiano, l'azione si rivelò un'impresa logistica notevole e una grande vittoria militare e politica per Gheddafi.
Le forze del FAN furono spinte nelle zone di frontiera con il Darfur e lo stesso Habré dovette andare in esilio a Dakar, anche se la sua lotta contro il GUNT continuò sotto forma di guerriglia.

### La ritirata libica
Il 6 gennaio 1981 a Tripoli, un comunicato congiunto di Gheddafi e Goukouni indicò che la Libia e il Ciad avevano deciso di intraprendere i passi per raggiungere una piena unione tra le due nazioni; il piano di fusione provocò forti e negative reazioni tra i governi dell'Africa e fu immediatamente condannato dalla Francia, che l'11 gennaio si offrì di rafforzare le proprie guarnigioni nei paesi africani amici e il 15 gennaio mise in stato d'allerta la sua flotta nel Mediterraneo: la Libia minacciò un embargo petrolifero, ma la Francia rispose minacciando ritorsioni militari in caso Tripoli avesse attaccato un'altra nazione confinante. L'accordo fu inoltre avversato dagli altri ministri del GUNT, con l'eccezione del filo-libico Acyl.
Molti degli osservatori ritennero che l'accettazione del piano di fusione da parte di Goukouni fu causato da un mix di minacce, intense pressioni e la promessa di un forte aiuto finanziario da parte di Gheddafi al Ciad. Il livello di opposizione fu tale che Goukouni e Gheddafi dovettero correggere il tenore del comunicato, specificando che si sarebbe trattata di un'unione di popoli e non di stati che era solo un primo passo verso una più stretta collaborazione, ma ormai il danno era stato fatto e il prestigio del presidente ciadiano come nazionalista e uomo di stato uscì a pezzi dall'incidente. In risposta alle pressioni internazionali, Goukouni specificò che le truppe libiche si trovavano nel paese su richiesta del legittimo governo ciadiano, e che i mediatori internazionali dovevano accettare questa decisione; in un incontro in maggio Goukouni divenne però più accomodante, specificando che benché un ritiro libico non era una priorità egli avrebbe accettato una decisione dell'OUA in tal senso. Goukouni non poteva in quel momento rinunciare tanto facilmente al supporto militare libico vista la recrudescenza della guerriglia del FAN di Habré, supportato da egiziani e sudanesi e finanziato anche dalla CIA statunitense per tramite dell'Egitto.
Le relazioni tra Goukouni e Gheddafi iniziarono a deteriorarsi. Le truppe libiche erano stanziate in varie località del nord e centro Ciad, e al gennaio-febbraio del 1981 ammontavano ormai a 14 000 uomini; queste forze portavano avanti una notevole ingerenza negli affari del GUNT, in particolare sostenendo la fazione di Acyl nelle sue dispute con le altre anime del governo, come quando in aprile intervennero a fianco di questi durante un periodo di scontri con il FAP di Goukouni. Furono portati avanti tentativi di "libianizzare" la popolazione ciadiana, che spinse molti a concludere che l'"unione" delle due nazioni non significava altro che l'arabizzazione del Ciad e l'imposizione della cultura politica libica, e in particolare del Libro verde di Gheddafi.
Dopo scontri in ottobre tra legionari islamici di Gheddafi e truppe del FAP, e voci circa un progettato colpo di Stato da parte di Acyl per assumere la guida del GUNT, il 29 ottobre Goukouni domandò il completo e inequivocabile ritiro delle truppe libiche dal territorio ciadiano, che, iniziando dalla capitale, fu portato a termine entro il 31 dicembre; i libici si ridispiegarono nella striscia di Aouzou, mentre il loro posto nel resto del paese fu preso da una nuova missione di pace internazionale della OUA (Inter-African Force o IAF). L'immediato ritiro dei libici prese di sorpresa molti osservatori: molti attribuirono la decisione di Gheddafi al suo desiderio di ospitare la riunione generale della OUA prevista per il 1982 e assumerne così la presidenza; altri indicarono la difficile posizione libica in Ciad, osteggiata tanto dalla popolazione locale quanto dalla comunità internazionale, con la concreta minaccia di una guerra contro Egitto e Sudan sostenuti dagli statunitensi. Gheddafi non aveva nessuna intenzione di rinunciare alla sua influenza sul Ciad, ma si mise alla ricerca di un nuovo leader ciadiano visto che Goukouni si stava dimostrando inaffidabile.

### Habré prende N'Djamena
Le prime truppe della IAF arrivate in Ciad consistevano in un contingente zairese, poi seguito da unità nigeriane e senegalesi per un totale di 3 275 uomini; prima che i soldati della OUA potessero essere completamente schierati, Habré decise di cogliere vantaggio dal ritiro libico e lanciò una massiccia offensiva nell'est del paese, catturando il 19 novembre l'importante città di Abéché seguita poi da Oum Hadjer ai primi di gennaio: il GUNT fu salvato dal completo collasso dall'intervento della IAF che impedì al FAN di Habré di occupare la cittadina di Ati, l'ultima roccaforte prima di N'Djamena.
Davanti all'offensiva di Habré l'OUA richiese che il GUNT aprisse dei negoziati di riconciliazione con i ribelli, una richiesta rifiutata con forza da parte di Goukouni. In maggio le FAN iniziarono la loro offensiva finale, passando incontrastate attraverso lo schieramento della IAF ad Ati e Mongo; Goukouni tentò di restaurare le sue buone relazioni con la Libia recandosi in visita a Tripoli il 23 maggio, ma Gheddafi si proclamò neutrale in questa nuova disputa interna tra i ciadiani. Le truppe del GUNT opposero un'ultima resistenza a Massaguet, 80 chilometri a nord della capitale, ma furono sconfitte dal FAN il 5 giugno dopo una dura battaglia; due giorni dopo Habré entrò incontrastato a N'Djamena mentre Goukouni fuggiva in esilio cercando rifugio in Camerun.
Dopo aver preso la capitale, Habré consolidò il suo potere occupando il resto del paese: nel giro di sei settimane conquistò il sud del Ciad distruggendo le FAT di Kamougué, che si era inutilmente rivolto per un aiuto ai libici; il resto del paese fu conquistato nel giro di poco tempo, con l'eccezione della regione del Tibesti.

### La controffensiva del GUNT
Visto che Gheddafi si era tenuto in disparte nei mesi precedenti alla caduta di N'Djamena, Habré sperò di addivenire a un accordo con la Libia per tramite di Acyl, che sembrava recettivo al dialogo; ma Acyl morì il 19 luglio venendo rimpiazzato dal più duro Acheikh ibn Oumar alla guida del Conseil Démocratique Révolutionnaire (CDR), l'organizzazione dei ciadiani di origine araba che aveva preso il posto della precedente Armée Volcan. Con il supporto libico, Goukouni rimise in piedi il GUNT stabilendosi in ottobre a Bardaï nella regione del Tibesti e proclamandosi come legittimo governo della nazione ai sensi del precedente accordo di Lagos; Goukouni fu in grado di riunire una forza di 3-4 000 uomini presi da vari gruppi armati, poi confluiti in un'unica organizzazione chiamata Armée Nationale de Libération (ANL) e comandata da un ciadiano del sud, Negue Djogo.
Prima che Gheddafi potesse spostare tutto il suo peso in favore di Goukouni, Habré attaccò le forze del GUNT nel Tibesti ma fu respinto nel corso di duri scontri tra il dicembre del 1982 e il gennaio del 1983; i mesi seguenti videro un intensificarsi dei combattimenti nel nord, mentre contemporaneamente prendevano vita tentativi di dialogo tra Tripoli e N'Djamena. Il 17 marzo Habré portò il conflitto alle Nazioni Unite, chiedendo una riunione d'urgenza del Consiglio di Sicurezza per condannare l'aggressione libica e l'occupazione del territorio ciadiano. Gheddafi era però ormai pronto per una controffensiva, e ai primi di giugno una forza di 3 000 miliziani pro-GUNT investì Faya-Largeau, la principale roccaforte di Habré nel nord, la quale cadde il 25 giugno; le forze del GUNT procedettero rapidamente verso le cittadine di Koro Toro, Oum Chalouba e Abéché, assumendo il controllo delle principali strade dirette a N'Djamena.
In ossequio al desiderio di Gheddafi di fare in modo che il conflitto fosse percepito come una questione interna tra ciadiani, il sostegno libico al GUNT in questa fase fu rappresentato solo da poche migliaia di truppe regolari, incaricate principalmente del supporto di artiglieria e del sostegno logistico e di addestramento. La comunità internazionale, comunque, e in particolare Francia e Stati Uniti reagì negativamente all'offensiva scatenata dal GUNT: il giorno steso della caduta di Faya il ministro degli esteri francese Claude Cheysson avvertì Tripoli sul fatto che la Francia "non sarebbe rimasta indifferente" a un nuovo coinvolgimento libico in Ciad, e l'11 luglio seguente il governo di Parigi accusò ancora la Libia di un diretto supporto militare ai ribelli. Spedizioni di armi francesi dirette alle forze di Habré ripresero il 27 giugno e il 3 luglio un primo contingente di 250 soldati zairesi giunse in Ciad per sostenere il FAN, seguito dall'annuncio del governo statunitense dello stanziamento di aiuti militari e civili per un totale di 10 milioni di dollari. Gheddafi subì un nuovo scacco diplomatico in giugno, quando la riunione dell'OUA riconobbe quello di Habré come legittimo governo del Ciad e chiese un ritiro di tutte le truppe straniere dalla nazione.
Rifornito da statunitensi, francesi e zairesi, Habré fu in grado di riorganizzare rapidamente le sue forze, ora ribattezzate Forces Armées Nationales Tchadiennes (FANT) dopo la fusione del FAN con i resti dell'ormai sconfitto FAT e di altri gruppi insurrezionali del sud; le FANT mossero verso nord, scontrandosi con le unità del GUNT e i libici a sud di Abéché: le forze di Goukouni furono sconfitte e Habré avviò una vasta controffensiva che gli consentì di riprendere in rapida successione Abéché, Biltine, Fada e, il 30 luglio, Faya-Largeau, arrivando a minacciare anche il Tibesti e la striscia di Aouzou.

### Il primo intervento francese
Temendo il totale annientamento del GUNT, uno smacco intollerabile al suo prestigio, e un eventuale sostegno di Habré ai gruppi di opposizione libici, Gheddafi si preparò a un nuovo intervento in forze in Ciad. Sin dal giorno seguente alla sua riconquista ad opera delle FANT, Faya-Largeau fu sottoposta a continui bombardamenti da parte dei caccia Su-22 e Mirage F-1 libici che decollavano dalle basi nella striscia di Aouzou, oltre a bombardieri Tu-22 che partivano da Sebha in Libia; dopo dieci giorni, una vasta forza d'attacco era stata schierata a est e ovest di Faya-Largeau con uomini, carri e artiglieria trasportati per via aerea dalle basi di Sebha, Kufra e della striscia.

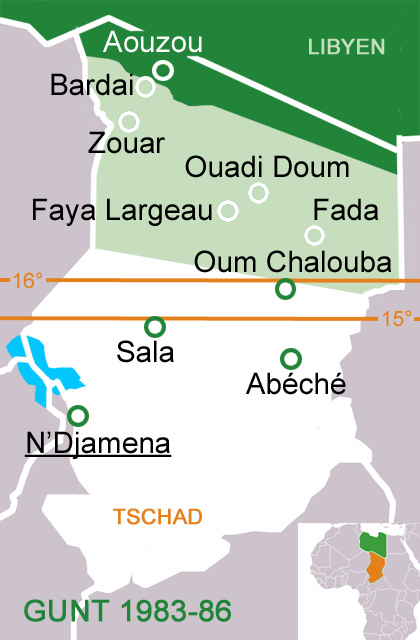
Carta del Ciad tra il 1983 e il 1986: il territorio controllato dal GUNT è in verde chiaro, quello controllato dai libici in verde scuro, mentre le due linee arancioni indicano le linee di interposizione istituite dalla Francia sul 15º e 16º parallelo.

I libici misero in campo 11 000 regolari e 80 aerei da combattimento, ma mantennero il loro tradizionale ruolo di supporto di fuoco nell'offensiva scatenata dalle truppe del GUNT, ammontati in questa occasione a 3-4 000 uomini. L'alleanza GUNT-libici investì il 10 agosto l'oasi di Faya-Largeau, dove lo stesso Habré era trincerato insieme a circa 5 000 uomini: battuta dal fuoco di lanciarazzi multipli, artiglieria e carri e sottoposta a continui bombardamenti aerei, la linea difensiva delle FANT si disgregò quando le forze del GUNT lanciarono il loro assalto finale, obbligando Habré a fuggire verso la capitale con i resti della sua armata.
Il nuovo intervento libico provocò allarme in Francia. Dopo una formale richiesta di aiuto da parte di Habré, il 6 agosto i francesi, sottoposti a forti pressioni in tal senso da parte di Stati Uniti e altre nazioni africane, annunciarono il ritorno delle loro forze armate in Ciad come parte dell'operazione Manta, al fine di arrestare l'avanzata del GUNT e più in generale bloccare l'influenza di Gheddafi negli affari interni dei ciadiani. Tre giorni dopo diverse centinaia di truppe francesi raggiunsero N'Djamena dalle loro basi nella Repubblica Centrafricana, salendo ben presto a un contingente di 2 700 uomini sostenuti da diverse squadriglie di cacciabombardieri SEPECAT Jaguar, il più ampio contingente militare schierato dalla Francia in Africa dai tempi della guerra d'Algeria.
Il governo francese stabilì un limite ("Linea rossa") lungo il 15º parallelo, da Mao ad Abéché, e avvertì che non avrebbe tollerato alcuna incursione a sud di questa linea da parte di truppe libiche o del GUNT; sia i francesi che i libici rimasero dal loro lato della linea, sancendo di fatto una divisione in due del paese. Seguì una pausa dei combattimenti, durante la quale in novembre una nuova conferenza di pace promossa dalla OUA fallì il tentativo di trovare una conciliazione tra le varie fazioni ciadiane; l'analoga mediazione del presidente dell'Etiopia Menghistu Hailè Mariàm all'inizio del 1984 non ottenne parimenti alcun effetto. Il 24 gennaio 1984 il GUNT, supportato da un vasto concentramento di mezzi corazzati libici, attaccò le postazioni delle FANT vicino Ziguey, una mossa apparentemente volta a convincere la Francia e le altre nazioni africane a riaprire i negoziati; la Francia reagì a questo attacco sferrando il suo primo significativo contrattacco con forze aeree, oltre a inviare nuove truppe in Ciad e a innalzare unilateralmente la "Linea rossa" fino all'altezza del 16º parallelo.
Per mettere fine a questo stallo, il 30 aprile Gheddafi propose un ritiro congiunto delle truppe sia francesi che libiche; il nuovo presidente francese François Mitterrand si dimostrò recettivo verso l'offerta, e il 17 settembre i due leader annunciarono ufficialmente che il ritiro sarebbe iniziato il 25 settembre seguente per concludersi poi entro il 10 novembre. L'accordo fu visto dai media come una prova delle abilità diplomatiche di Mitterrand e un passo decisivo verso la risoluzione della crisi ciadiana; dimostrò inoltre l'intento di Mitterrand di seguire una politica indipendente sia dagli Stati Uniti che dal governo ciadiano nei riguardi della Libia e della situazione in Ciad. Se la Francia rispettò la scadenza del ritiro, i libici si limitarono però a ritirare il grosso delle forze, continuando a mantenere almeno 3 000 uomini nel nord del Ciad; quando questo divenne evidente, causò profondo imbarazzo nei francesi e recriminazioni tra Parigi e N'Djamena. Il 16 novembre Mitterrand si incontrò con Gheddafi a Creta, sotto la mediazione del primo ministro greco Andreas Papandreou: a dispetto delle dichiarazioni di Gheddafi sul fatto che tutte le forze libiche erano state ritirate, Mitterrand dovette ammettere che questo non rispondeva al vero; in ogni caso, il presidente francese non ordinò alle sue truppe di rientrare in Ciad.

### Il secondo intervento francese
Tra il 1984 e il 1986, periodo durante il quale non si verificarono grossi scontri in Ciad, Habré rafforzò notevolmente la sua posizione grazie all'incremento dell'aiuto degli Stati Uniti, causato dal mancato rispetto libico dell'accordo con la Francia del 1984; parimenti decisivo si rivelò il crescendo di contrasti all'interno del GUNT, incentrato sullo scontro tra Goukouni e Acheikh ibn Oumar per il controllo della leadership dell'organizzazione. In questo periodo Gheddafi espanse il suo controllo sul nord del Ciad, costruendo nuove strade e stabilendo una nuova grande base aerea ad Ouadi Doum, da cui era possibile fornire un miglior supporto aereo e terrestre ad operazioni nella striscia di Aouzou; nel 1985 si assistette anche a un considerevole rinforzo della presenza militare libica entro i confini del Ciad, portata a 7 000 uomini, 300 carri armati e 60 aerei da combattimento. Anche con questo rinforzo, tuttavia, vari elementi del GUNT passarono dalla parte del governo di Habré, grazie a una accorta politica di conciliazione da parte di quest'ultimo.
Queste diserzioni allarmarono Gheddafi, visto che il GUNT conferiva una comoda legittimazione alla presenza militare libica in Ciad. Nel tentativo di fermare la diaspora interna al GUNT, il 10 febbraio 1986 venne sferrata una grande offensiva attraverso la "Linea rossa" nella speranza di prendere N'Djamena, con il coinvolgimento di 5 000 uomini del GUNT e altrettante truppe libiche: l'attacco si concentrò sulle posizioni delle FANT a Kouba Olanga, Kalaït e Oum Chalouba, ma si trasformò in un disastro per gli attaccanti quando i governativi contrattaccarono il 13 febbraio mettendo in campo il nuovo equipaggiamento militare ricevuto dalla Francia, mettendo in rotta le forze congiunte di libici e GUNT.
Più importante ancora fu la reazione della Francia all'attacco: Gheddafi la riteneva improbabile, vista l'imminenza di nuove elezioni legislative nel paese, ma questa valutazione si rivelò erronea e il 14 febbraio Mitterrand ordinò l'avvio dell'operazione Epervier, portando 1 200 soldati francesi e diverse squadriglie di cacciabombardieri Jaguar in Ciad. Per mandare un chiaro messaggio a Gheddafi, il 16 febbraio i Jaguar francesi bombardarono la base aerea di Ouadi Doum, mossa a cui i libici replicarono il giorno successivo, quando un bombardiere Tu-22 attaccò l'aeroporto di N'Djamena causando danni minori.

### La guerra del Tibesti
Le sconfitte patite in febbraio e marzo accelerarono la disgregazione del GUNT. Quando Goukouni non si presentò in marzo a un nuovo round di colloqui sponsorizzati dalla OUA nella Repubblica Popolare del Congo, molti sospettarono un intervento della Libia in tal senso e questo causò la defezione del vice presidente dell'organizzazione, Kamougué, e di parecchi esponenti della vecchia guardia del FROLINAT. In agosto fu il turno del CDR a lasciare la coalizione, e gli uomini di Acheikh ibn Oumar presero possesso di Fada; quando in ottobre le FAR di Goukouni tentarono di riprendere la città furono attaccate dalla locale guarnigione libica, dando vita a una battaglia campale che di fatto pose fine al GUNT: quando Goukouni fu arrestato dai libici le sue truppe insorsero contro Gheddafi, attaccando le posizioni libiche nel Tibesti per poi, il 24 ottobre, schierarsi dalla parte di Habré.
Al fine di ristabilire le loro linee di approvvigionamento e ricatturare le città di Bardaï, Zouar e Wour, i libici inviarono nel Tibesti un distaccamento forte di 2 000 uomini con carri armati T-62 e un pesante supporto aereo: l'offensiva ebbe inizialmente successo, espellendo le residue forze del GUNT dalle loro roccaforti chiave, ma l'attacco scatenò la reazione di Habré che inviò 2 000 uomini delle sue FANT in appoggio degli ex nemici; anche i francesi intervennero, paracadutando carburante, cibo munizioni e missili anticarro ai ribelli e infiltrando personale militare per tenere d'occhio i libici, dimostrando così di non essere più vincolati ai precedenti limiti posti dalla "Linea rossa".
Benché l'azione militare di Habrè si dimostrò solo in parte risolutiva nell'allontanare i libici dalla regione del Tibesti, la campagna fu un notevole successo strategico per le FANT, trasformando una guerra civile in un conflitto contro un invasore straniero e stimolando così un senso di unità nazionale mai provato prima dai ciadiani.

### La guerra delle Toyota
All'inizio del 1987, l'ultimo anno del conflitto, la forza di spedizione libica in Ciad era ancora considerevole, potendo ammontare a 8 000 uomini e 300 carri armati; tuttavia, la defezione del GUNT privò i libici dei loro alleati chiave, che negli anni passati avevano in generale fornito il grosso della fanteria negli assalti e condotto la maggior parte delle attività di ricognizione: senza di loro le guarnigioni libiche risultavano come isolate e vulnerabili isole in mezzo al deserto ciadiano. Dall'altro lato le FANT erano ora notevolmente cresciute nel numero, potendo ora mettere in campo circa 10 000 uomini altamente motivati ed equipaggiati con una serie di veloci autocarri civili Toyota equipaggiati per gli spostamenti sulla sabbia e armati con missili anticarro MILAN; proprio la vasta concentrazione di questi autocarri armati diede il nome di "guerra delle Toyota" a quest'ultima fase del conflitto.
Habré iniziò la sua riconquista del nord il 2 gennaio 1987, con un attacco contro la ben difesa base per le comunicazioni libica di Fada: contro le truppe libiche il generale ciadiano Hassan Djamous condusse una serie di rapidi movimenti a tenaglia, avvolgendo le posizioni nemiche e schiacciandole con improvvisi attacchi da tutti i lati. Questa strategia fu poi replicata in marzo durante nuovi assalti ciadiani a B'ir Kora e Ouadi Doum, infliggendo pesanti perdite alle forze libiche e spingendo Gheddafi a ordinare di evacuare tutto il nord del Ciad.
Il crollo libico coinvolse anche le posizioni nella striscia di Aouzou, con la stessa Aouzou che cadde in mano alle FANT in agosto solo per venire poi rioccupata nel corso di una travolgente controffensiva libica poco dopo, favorita anche dal rifiuto della Francia di fornire supporto aereo ai ciadiani. Per tutta risposta Habré organizzò per il 5 settembre un'incursione all'interno della stessa Libia, attaccando con successo la strategica base aerea di Maatan as-Sarra a più di 95 chilometri a nord del confine libico-ciadiano: le FANT distrussero al suolo 26 aerei da combattimento oltre a 70 carri armati e 30 veicoli corazzati, uccidendo più di un migliaio di libici e prendendone prigionieri altri 300 subendo di converso poche perdite.
L'azione doveva essere solo il preludio a un'offensiva verso Aouzou, ora privata della copertura aerea, ma questo attacco non ebbe mai luogo: la dimensione della vittoria a Maaten al-Sarra rese timorosa la Francia di una possibile massiccia invasione ciadiana della stessa Libia, un'eventualità che il governo francese non aveva alcuna intenzione di tollerare. Soggetto a forti pressioni sia interne che internazionali, Gheddafi dovette infine addivenire a un atteggiamento più conciliatorio, che portò alla proclamazione di un cessate il fuoco generale l'11 settembre 1987.

## Conseguenze
Benché si verificassero ancora svariate violazioni del cessate il fuoco, tali incidenti rimasero di piccola scala; entrambi i governi iniziarono immediatamente delle complesse manovre diplomatiche per portare dalla propria parte l'opinione mondiale in caso di una ripresa del conflitto, ma al tempo stesso badarono bene a lasciare una porta aperta a una soluzione pacifica della questione. La via negoziale era sostenuta dalla Francia e dalle altre nazioni africane, mentre l'amministrazione statunitense del presidente Ronald Reagan vedeva nella ripresa del conflitto un'importante occasione per spodestare Gheddafi.
Le relazioni tra Libia e Ciad iniziarono a migliorare, con Gheddafi che diede segno di voler normalizzare i rapporti con N'Djamena al punto di ammettere di avere torto nella questione. Nel maggio del 1988 il leader libico dichiarò di voler riconoscere Habré come legittimo presidente del Ciad, dichiarazione seguita il 3 ottobre seguente dal ristabilirsi delle piene relazioni diplomatiche tra le due nazioni. Il 31 agosto 1989 rappresentanti libici e ciadiani si incontrarono ad Algeri per negoziare un accordo definitivo per la risoluzione delle rispettive dispute territoriali: dopo un anno di inconcludenti trattative, nel settembre del 1990 le due parti decisero di portare la questione della striscia di Aouzou davanti alla Corte internazionale di giustizia.
Le relazioni libico-ciadiane migliorarono ulteriormente quando i libici sostennero Idriss Déby nel suo colpo di Stato per abbattere Habré il 2 dicembre 1990: Gheddafi fu il primo leader straniero a riconoscere il nuovo governo ciadiano, con cui fu sottoscritto un trattato di amicizia e avviata una cooperazione a vari livelli; nei riguardi della striscia di Aouzou, comunque, Déby mantenne ferme le rivendicazioni ciadiane, dicendosi disposto a riprendere le armi contro i libici se questo si fosse dimostrato necessario. La disputa si concluse il 3 febbraio 1994, quando la Corte con una maggioranza di 16 a 1 decise di attribuire il possesso della striscia di Aouzou al Ciad; il giudizio fu accettato da entrambe le parti senza proteste, e un accordo fu siglato il 4 aprile seguente per implementare concretamente la decisione. Monitorato da una missione di osservatori delle Nazioni Unite (UNASOG), il ritiro delle truppe libiche dalla striscia iniziò il 15 aprile e si concluse senza incidenti il 10 maggio; il formale trasferimento finale della striscia dalla Libia al Ciad si verificò il 30 maggio, quando le due parti siglarono una dichiarazione congiunta che stabiliva l'effettiva conclusione del ritiro dei libici.